# يان فولكر رونرت

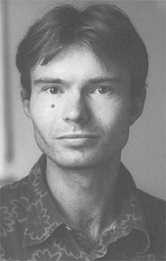
يان فولكر رونرت

يان فولكر رونرت Jan Volker Röhnert (ولد في مدينة جيرا Gera في ولاية تورنجن في 19 نوفمبر 1976) شاعر وصحفي وروائي ومترجم ألماني.

## حياته
نشأ رونرت في بلدة أوبرندورف القريبة من جيرا في شرق تورنجن. درس بين عامي 1996 و 2002 علوم الأدب واللغة الرومانية وآدابها وكذلك العلوم التربوية, في جامعة فريدريش شيللر في يينا.
حصل لونرت على جائزة العمل الشعري الأول من نادي الشعر في برلين في عام 2003.
يشتمل إنتاج لونرت الأدبي على الشعر والروايات والقصص القصيرة والمقالات الصحفية والنقد الأدبي, وعلى ترجمات عديدة عن الفرنسية.
وهو يقيم منذ عام 2005 في فايمار.
1. ↑   https://www.literaturport.de/lexikon/jan-volker-roehnert/. {{استشهاد ويب}}: |url= بحاجة لعنوان (مساعدة) والوسيط |title= غير موجود أو فارغ (من ويكي بيانات) (مساعدة)